# إي. فيليبس فوكس
إي. فيليبس فوكس (بالإنجليزية: E. Phillips Fox) هو رسام أسترالي، ولد في 12 مارس 1865 في فيتزوري ‏ في أستراليا، وتوفي بنفس المكان في 8 أكتوبر 1915 بسبب سرطان.